# Peig Sayers
Peig Sayers (/ˌpɛɡ ˈsɛərz/; 1873–1958) fou una autora i seanchaí irlandesa, nascuda a Dún Chaoin, comtat de Kerry, Irlanda. Seán Ó Súilleabháin, antic arxiver de l'Irish Folklore Commission, la va descriure com a "una de les més grans contistes dels temps recents".

## Biografia
Va néixer com a Máiréad Sayers al townland de Vicarstown, Dún Chaoin, al comtat de Kerry, la filla més petita de la família. Fou anomenada Peig per la seva mare, Margaret "Peig" Brosnan, de Castleisland. El seu pare Tomás Sayers fou un contista reconegut qui va transmetre la majoria dels seus contes a Peig. Als 12 anys va deixar l'escola i anà a treballar com a serventa de la família Curran, a la paropera vila d'An Daingean, on va dir que la tractaren bé. Hi va passar dos anys fins que va tornar a casa a causa d'una malaltia.
Va passar els anys següents com a empleada domèstica treballant per a membres de la creixent classe mitjana sorgida de la Land War. Havia tingut l'esperança d'unir-se a la seva millor amiga, Cáit Boland, a Amèrica, però Cáit li va escriure que havia tingut un accident i que no podia enviar-li la despesa del viatge. Peig es va traslladar a An Blascaod Mór després de casar-se amb Pádraig Ó Guithín, un pescador oriünd de l'illa. Ella i Pádraig va tenir onze fills, dels quals en van sobreviure sis.
L'erudit noruec Carl Marstrander va visitar l'illa el 1907 i va instar Robin Flower del British Museum, a visitar les Blaskets. Flower va quedar gratament impressionat de les històries i contes de Peig Sayers. Les va gravar i les va portar a l'atenció del món acadèmic.
Cap al 1930 una mestra de Dublín, Máire Ní Chinnéide, qui visitava regularment les Blaskets, va instar Peig a contar la història de la seva vida al seu fill Micheál. Peig no estava alfabetitzada en irlandès, encara que havia rebut alguna escolarització en anglès. Ella dictà la seva biografia a Micheál, qui envià les pàgines manuscrites a Máire Ní Chinnéide a Dublín, qui se n'encarregà de l'edició. Foren publicades el 1936.
Des de 1938 va dictar 350 llegendes mitològiques, històries de fantasmes, religioses i folklòriques a Seosamh Ó Dálaigh de la Irish Folklore Commission.
Peig continuà vivint a An Blascaod Mór fins al 1953, quan l'illa fou evacuada degut al declivi de població. Fou traslladada a un hospital a An Daingean, on va morir eb 1958. Fou enterrada al cementiri de Dún Chaoin, Corca Dhuibhne. Els fills que li van sobreviure, excepte Micheál, emigraren als Estats Units d'Amèrica i els seus descendents viuen a Springfield (Massachusetts).

## Llibres
Sayers és molt coneguda per la seva autobiografia, Peig, ISBN 0-8156-0258-8, però també pel folklore contat i d'altres històries recollides a Machnamh Seanmhná/An Old Woman's Reflections, ISBN 978-0-19-281239-1. Els llibres no foren escrits per Peig però els va dictar a altres.

### Peig
Peig es troba entre les més famoses expressions del renaixement gaèlic tardà, en el gènere d'històries personals sobre els habitants de les illes Blasket i altres llocs remots d'Irlanda. Les memòries de Tomás Ó Criomhthain an tOileánach ("l'illenc", 1929) i el documental de Robert J. Flaherty Man of Aran aborden temes similars. El moviment aviat fou objecte de burla, especialment entre els habitants més cosmopolites de les ciutats d'Irlanda a causa de les seves representacions sovint implacables de la duresa rural. Les paròdies d'aquesta mena arribaren al seu zenit amb la sàtira d'an tOileánach que va fer Flann O'Brien amb an Béal Bocht ("la pobre boca").
Peig representa els anys de decadència d'una forma tradicional de vida de la zona parla caracteritzada per la pobresa, el catolicisme devot, i la memòria popular de la Gran Fam Irlandesa i de les Lleis penals. El to sovint ombrívol del llibre s'estableix a partir de les seves paraules inicials:
| « | Jo ara sóc una anciana, amb un peu a la tomba i l'altre al límit. He experimentat molt de gust i moltes dificultats des del dia que vaig néixer fins avui dia. Si hagués sabut per endavant la meitat o fins i tot un terç del que el futur em tenia reservat, el meu cor no hauria estat tan joiós o tan valent com era al principi dels meus dies. | » |

Durant molt temps el llibre fou lectura obligatòria a les escoles secundàries irlandeses. Com a llibre amb temes ombrívols (la segona meitat cataloga tota una sèrie de desgràcies familiars), la seva presència en el programa irlandès va ser criticat alguns anys. Des de 1960, la població irlandesa s'urbanitzà, procés que va portar a l'economia del "Tigre Celta" de la dècada de 1990, i els contes de Peig d'entorn rural dolorós confirmaren a molts estudiants que l'irlandès era l'idioma de la pobresa i de la misèria, mentre que l'anglès es considerava la llengua de la ciència i del comerç.
Això va portar, per exemple, als comentaris del senador John Minihan al Senat irlandès en 2006, quan es parla de millores en el pla d'estudis:
| «                                            | No importa quina podria ser la nostra visió personal del llibre, hi ha una sensació que un només ha d'esmenar del nom de Peig Sayers a un cert grup d'edat i es veurà un gir d'ulls dramàtic, o pitjor. | » |
| — Seanad Éireann - Volume 183 - 5 April 2006 | |   |

## Cultura popular
A Paddy Whackery, xou televisiu en el canal de televisió en gaèlic irlandès TG4, Fionnula Flanagan va fer el paper d'esperit de Peig Sayers, enviat a Dublín a restaurar la fe en l'irlandès. Una peça anomenada Peig: The Musical! (co-escrita per Julian Gough, Gary MacSweeney i el Flying Pig Comedy Troupe) està basat llunyanament amb l'autobiografia de Peig.